# Theope azurea
Theope azurea is een vlindersoort uit de familie van de prachtvlinders (Riodinidae), onderfamilie Riodininae.
Theope azurea werd in 1868 beschreven door H. Bates.